# Ortholanguria
Ortholanguria é um género de coleópteros da família Erotylidae.